# Francisco Bernal
Francisco Bernal (Cañaveral, c. 1780 - Coria, 1823) fue un compositor y maestro de capilla español.

## Vida
Nació en la villa de Cañaveral, en la comarca de Monfragüe, en la actual provincia de Cáceres.
Bernal aparece en una lista de seises de la Catedral de Coria copiada por Diego Gómez Parro, músico tenor, en 1796 en la portada de un libro de música que incluye obras de Navarro, Palomino, Caballero, Oliva y Pacheco.

Los seises son seis:
1. Francisco Bernal.
2. Antonio Sánchez.
3. Ramón Bernal.
4. Alonso Huertas.
5. Francisco Rebollo.
6. Fernando Rebollo.

Con toda probabilidad se trata del mismo maestro Bernal, por lo que se formaría musicalmente en la Catedral de Coria bajo la tutela del maestro Mateo Pascual. También se conserva una misa a cuatro violines de 1794 «compuesta por Francisco Bernal, seise de la Santa Yglesia Cathedral de Coria». La diferencia en las fechas introduce una incógnita sobre el tiempo en el que Bernal formó parte del coro de infantes, que Alicia Martín Terrón sitúa a partir de por lo menos 1788 hasta la fecha más temprana de 1796, que parece ser la fecha en la que Juan José Bueno realizó la lista de infantes mencionada. En su informe de 1796 Bueno menciona que Bernal llevaba ocho años aprendiendo el órgano.

### Magisterio en Talavera de la Reina
Entre 1796 y 1800 debió ejercer de racionero organista y maestro de capilla de la Colegiata de Talavera de la Reina. Bernal ya había solicitado en 1794 el cargo de contralto en la Colegiata, que el cabildo ignoró. Tras el fallecimiento del maestro José Cortasa en 1796, el cargo fue entregado a Bernal en algún momento posterior, siendo seguro que ya se encontraba en el cargo el 9 de marzo de 1798, cuando firma sus nuevas obligaciones: enseñar gregoriano a los mozos del coro, sustituir al segundo organista, etc.
En 1802 fue nombrado racionero, pero renunció un año más tarde debido a razones de salud, que le acompañaban desde hace tiempo, como muestran las actas capitulares en las que aparecen sus solicitudes para ausentarse de Talavera para realizar curas. Hay pocas noticias sobre su actividad musical, aparte de las quejas del capítulo en 1805 por la deficiente enseñanza de los mozos, habituales entre los maestros de catedrales y colegiatas españolas. También tuvo dificultades en obtener el arriendo de una casa del cabildo, que finalmente consiguió. En general, la impresión es que el cabildo talaverano no apreciaba a su maestro y organista.
Las últimas noticias del maestro son del 3 de marzo de 1808, en las que las actas capitulares hacen alusión a una «huelga» del maestro. Lo cierto es que el comienzo de la invasión francesa de las tropas napoleónicas en 1808 había paralizado la vida del país. Bernal se habría refugiado en su pueblo natal de Cañaveral en algún momento de la segunda mitad de 1808, donde permaneció durante la guerra. Posteriormente trató de recuperar su cargo, pero sin éxito.

### Magisterio en Coria
El maestro de la Catedral de Coria, Juan José Bueno, había fallecido en 1813, dejando el cargo vacante, y desde Talavera de la Reina Bernal solicitó la organistía de Coria. El cabildo aceptó la proposición de Bernal el 5 de febrero de 1814 para los cargos de maestro de capilla y organista primero con un salario de 400 ducados anuales y 24 fanegas de trigo.
En 1819 se fijaron las obligaciones del maestro de capilla:

Sobre las obligaciones del Maestro de Capilla:

1. Que sin conceder ni entrar ahora en disputa de si le compete o no el privilegio de encontrarse ocupado un mes por Natividad y otro en Corpus por contemplación a los villancicos que debe disponer para que se canten en dichas festividades, esto no obstante no ha de gozar de ningún privilegio cuando le toque hacer la semana de organista, sino que la ha de desempeñar sin excusa ni pretexto alguno.
2. Que siempre y cuando que por el Sr. Presidente se lo mande ha de poner para que se cante por la Capilla cualquiera de las obras o composiciones que le señale.
3. Que cuando sea necesario ha de pasar mandándoselo el Sr. Presidente a tocar el órgano, para aprovechar la voz del segundo organista en la Capilla.
4. Que de razón de las obras de músico que con arreglo al Estatuto ha debido componer y entregar a beneficio de la Fábrica en los años que lleva el Maestro, y en lo sucesivo presente un año en post de año en cumplimiento de su deber.
5. Que los villancicos para la próxima festividad del Corpus los presente para su revisión al Sr. Presidente del Cabildo para que corran si no tuviere reparo su letra.

Actas Capitulares de la Catedral de Coria, 9 de junio de 1819

La obligación de cuidar de los infantes del coro, habitualmente responsabilidad del maestro de capilla en las catedrales españolas, en la Catedral de Coria, tras la mala experiencia con el maestro Juan José Bueno, los seises eran cuidados por otros músicos. En el caso del maestro Bernal, el cabildo nombró en 1815 al bajón primero, Francisco Rebolledo, para la responsabilidad, «[...] con obligación de continuar la enseñanza hasta que por el Cabildo se declare si esta es o no de cargo del Maestro de Capilla conforme a Estatutos». En 1820 fallecía Rebolledo y el cabildo decidió pasar la responsabilidad al maestro: «[...] que no solo ha de instruir a los Seises en las lecciones de Musica, sino hacer que se confiesen a menudo, que aprendan la doctrina Christiana, y la
humildad, decencia, y compostura que deben guardar en el Coro».
El cabildo no apreciaba la calidad musical del maestro. Se le negó en varias ocasiones un aumento del salario a 500 ducados, para igualarlo al del sochantre. Se le pedía a menudo que entregase sus composiciones con tiempo, por si tenía que corregirlas el racionero Garnier y fue censurado por ello en alguna ocasión.

Leyóse la censura puesta por el Señor Garnier a los Villancicos del Corpus, en el qual su Señoría manifiesta que con respecto a la parte artística no advierte colorido de fuerza en sus versos, contornos proporcionados al objeto, ni la armonía correspondiente con otros defectos que nota, pero mediante la premura de tiempo y no hallarse cosa contraria a nuestra Santa religión, es de parecer se de la consiguiente licencia para que se canten.
Actas Capitulares de la Catedral de Coria, 18 de junio de 1820

El maestro tampoco debía estar contento en Coria, ya que en marzo de 1817 se ofreció al cabildo talaverano para volver al magisterio, carta que el cabildo debió ignorar, ya que Bernal permaneció en Coria. En sus composiciones también queda claro las dificultades de las capilla musicales catedralicias en la posguerra, que se habían quedado sin dinero y tenían dificultades en obtener ingresos.
Francisco Bernal debió fallecer hacia finales de marzo principios de abril de 1823, ya que el 11 de abril  el organista segundo, Vicente Olmedo, solicitaba un aumento del salario «[...] con motivo del mayor servicio que presta en el Organo a causa de la muerte del primero». El cabildo le concedió nueve reales desde el 1 de abril.

## Obra
Francisco Bernal fue un compositor eficaz, que, a pesar de la falta de recursos en la Iglesia de la época, consiguió embellecer el culto divino gracias al dominio de unos recursos vocales y orquestales que eran limitados en ese momento. Su estilo se enmarca en el clasicismo tardío, dentro del estilo imperante en la España de la época.
No se conservan obras de Bernal en la Colegiata de Talavera de la Reina, pero se conservan composiciones suyas en la Catedral de Coria: «4 misas 2 Lamentaciones, 28 villancicos de Navidad, 18 villancicos, aria y dúos al Santísimo Sacramento, Vísperas a cuatro, un Stabat Mater, un Himno, un salmo un Beatus vir y una Secuencia de difuntos».